# Пацон (Верона)
Пацон је насеље у Италији у округу Верона, региону Венето.
Према процени из 2011. у насељу је живело 304 становника. Насеље се налази на надморској висини од 384 м.